# 에이먼 캠벨

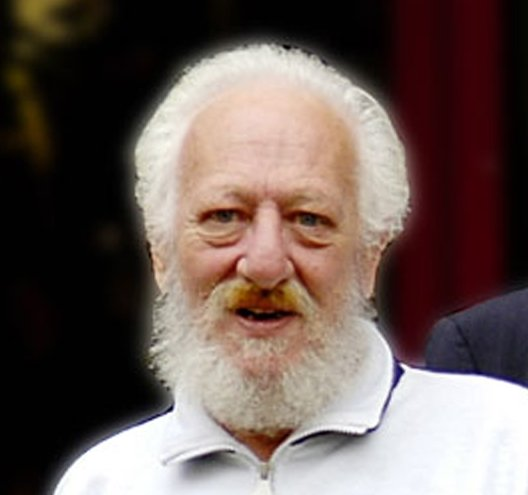
에이먼 캠벨

에이먼 캠벨(Eamonn Campbell, 1946년 11월 29일 ~ 2017년 10월 18일)은 아일랜드의 음악가이며 프로듀서이다. 1965년에 데뷔하였으며, 기타, 만돌린, 밴조를 다루는 인스트루멘털리스트(instrumentalist)로서, 전문 가수가 아니다.
라우스 주 드로이다 출신이다. 1970년대 이후 엄청나게 많은 아일랜드 포크 음악가들의 앨범을 프로듀싱했으며 또한 세션 뮤지션으로 출연했다. 패디 레일리의 1982년도 싱글 <The Fields of Athenry> 도 에이먼 캠벨이 프로듀싱했다. 패디 레일리 외에도 발리콘, 더블린 시티 램블러스, 더 퓨리스, 로니 드루, 패치 워천 많은 음악가들과 동역 관계를 맺었다.
더 더블리너스와의 관계를 보면 1980년대 초부터 세션 뮤지션으로 앨범 작업에 참여했고, 1987년 결성 25주년을 맞은 더 더블리너스의 25주년 기념 앨범 작업에 프로듀서 겸 백업 뮤지션(기타)으로 참가했다가, 다음 해에 키어런 버크(비공식 멤버)가 사망하면서 공식 멤버로 활동하게 되었고 2012년까지 멤버로 활동하였다. 더 더블리너스에서는 밴조는 다루지 않고 기타와 만돌린만 다루며, 보컬은 존 시헌처럼 서브보컬만 부르는데, 목소리는 로니 드루와 비슷한 최저음으로 베이스 깔아 주는 역할을 맡았다.
개인 앨범은 1987년에 한 장 냈지만, 에이먼 캠벨은 가수가 아니기 때문에 이 앨범도 노래가 아니라 만돌린 연주곡을 수록한 앨범이다. 2017년 10월 18일 네덜란드에서 향년 71세를 일기로 사망했으며 2017년 10월 26일에는 아일랜드 더블린에서 그의 장례식이 열렸다.